# 5425 Vojtěch
5425 Vojtěch eller 1984 SA1 är en asteroid i huvudbältet som upptäcktes den 20 september 1984 av den tjeckiske astronomen Antonín Mrkos vid Kleť-observatoriet i Tjeckien. Den är uppkallad efter tjecken Václav Vojtěch.
Asteroiden har en diameter på ungefär 7 kilometer och den tillhör asteroidgruppen Vesta.